# Oocelyphus tarsalis
Oocelyphus tarsalis är en tvåvingeart som beskrevs av Chen 1949. Oocelyphus tarsalis ingår i släktet Oocelyphus och familjen Celyphidae. Inga underarter finns listade i Catalogue of Life.